# Tošio Usami
Tošio Usami (jap. pisanjem Usami Tošio, 宇佐美 敏夫) (prefektura Aići, Japan, 22. veljače 1908.) je bivši japanski hokejaš na travi.  
Osvojio je srebrno odličje na hokejaškom turniru na Olimpijskim igrama 1932. u Los Angelesu. Odigrao je dva susreta na mjestu napadača.

## Vanjske poveznice
- Profil na Database Olympics
- Profil na Sport-Reference.com  Arhivirana inačica izvorne stranice od 10. listopada 2012. (Wayback Machine)